# Purpurbock
Der Purpurbock (Purpuricenus kaehleri) ist ein Käfer aus der Familie der Bockkäfer (Cerambycidae). Die Art ist aufgrund ihres Habitus und der sehr auffallenden Zeichnung in Mitteleuropa unverwechselbar.

## Merkmale
Die Käfer der Nominatform haben eine Körperlänge von 9 bis 20 Millimetern. Die Fühler sind beim Weibchen kürzer, beim Männchen länger als der Körper. Der Halsschild ist oberseits fast kahl und zeigt an den Seiten jeweils einen spitzen Dorn. Die Flügeldecken sind relativ breit. Fühler, Kopf, Halsschild und Beine sind schwarz. Die roten Flügeldecken zeigen mittig einen großen, länglichen schwarzen Fleck, der im Unterschied zu dem ebenfalls in Mitteleuropa auftretenden Purpuricenus budensis nicht bis zu den Flügeldeckenspitzen reicht.

## Vorkommen und Lebensweise
Die wärmeliebende Art kommt in Mitteleuropa nur in wärmebegünstigten Gebieten vor. In Deutschland tritt die Art nur lokal und nicht kontinuierlich in Weinbaugebieten und Steppenheiden im Rheintal sowie im Gebiet von Elbe und Oder auf. Die Unterart Purpuricenus kaehleri menetriesi ist vom Norden des Iran über Aserbaidschan bis Georgien, Dagestan und in die Region Krasnodar verbreitet. In der Türkei ist die Art in den Provinzen Kırklareli und Istanbul beheimatet.
Die Käfer sind von Mai bis August an den Brutbäumen oder auf Blüten zu beobachten. Die Larven entwickeln sich in zwei bis drei Zentimeter dicken, toten Ästen verschiedener Laubbäume.

## Systematik
Es werden zwei Unterarten anerkannt:
- Purpuricenus kaehleri kaehleri (Linnaeus, 1758)
- Purpuricenus kaehleri menetriesi Motschulsky, 1845[1]

## Belege